# Organization for Women in Science for the Developing World
L'Organization for Women in Science for the Developing World ou Organisation pour les femmes en sciences pour le monde en développement (OWSD) est un forum international qui attribue des bourses de recherche en science pour les étudiantes de troisième cycle des pays en développement. L'organisation décerne le prix de la Fondation Elsevier pour les jeunes femmes scientifiques dans les pays en développement est décerné chaque année à de jeunes femmes scientifiques de certains pays en développement d'Afrique, de la région arabe, de l’Asie-Pacifique, de l’Amérique latine et des Caraïbes. Il est ouvert aux femmes scientifiques qui vivent et travaillent dans l’un des 81 pays à faible rendement scientifique. Les prix sont dotés de 5000 dollars US et les lauréates reçoivent leur prix lors de la réunion annuelle de l'Association américaine pour l'avancement des sciences.

## Histoire
Créée en 1993, l'organisation est basée à Trieste, en Italie, au siège de L'Académie Mondiale des Sciences Third World Academy of Sciences, TWAS).
TWAS et la Canadian International Development Agency (CIDA) ont organisé la Conférence sur le rôle des femmes dans le développement des sciences et technologie dans le tiers-monde en 1988, qui a recommandé qu'un groupe d'étude explore la possibilité de créer une organisation pour les femmes de science. En 1989, le groupe décide de fonder Third World Organization for Women in Science (TWOWS, littéralement Organisation du tiers-monde pour les femmes en sciences) qui est officiellement lancée quatre ans plus tard lors de la conférence internationale : "Women's Vision of Science and Technology for Development" qui s'est tenue en Égypte.
TWOWS est le premier forum international à réunir d'éminentes femmes scientifiques du Sud avec l'objectif de renforcer leur rôle dans le processus de développement visant à promouvoir leur représentation dans les instances scientifiques et technologiques.
À la suite de la quatrième assemblée générale et de la conférence internationale en 2010, les membres ont voté pour changer le nom de l'organisation, de TWOWS pour Organization for Women in Science for the Developing World.
Son ancienne présidente, la chimiste swazilandaise Lydia Makhubu, a encouragé les jeunes filles à démarrer au plus tôt l'école primaire afin d'être prêtes à entreprendre une carrière en science.
Le 17 mai 2016, lors de la 5e assemblée générale et conférence internationale qui s'est tenue au Koweït, la microbiologiste sud-africaine Jennifer Thomson a été élue directrice exécutive,.
En 2016, l'organisation compte environ 4 000 membres.